# Stylidium korijekup
Stylidium korijekup este o specie de plante dicotiledonate din genul Stylidium, familia Stylidiaceae, ordinul Asterales, descrisă de Wege, B.J.Keighery și Amp; Keighery. Conform Catalogue of Life specia Stylidium korijekup nu are subspecii cunoscute.